# Ugo, conte di Parigi
Ugo, conte di Parigi (Hugues, comte de Paris), est un opéra italien composé par Gaetano Donizetti, sur un  livret de Felice Romani, d'après la pièce de théâtre Blanche d'Aquitaine, ou le Dernier des Carlovingiens (1827) d'Hippolyte Bis. L'opéra a été créé le 13 mars 1832 à La Scala de Milan.

## Source
La source littéraire d’Ugo, conte di Parigi, longtemps oubliée, n'a été identifiée qu'en 1985 : il s'agit de Blanche d'Aquitaine, ou le dernier des Carlovingiens, une tragédie en vers en cinq actes d'Hippolyte Bis, créée le 29 octobre 1827 à Paris par la Comédie-Française à la salle Richelieu,.
La pièce de théâtre a été représentée 19 fois entre 1827 et 1829.

## Distribution
| Rôle | Type de voix  | Interprètes lors de la première le 13 mars 1832 |
| --- | ------------- | ----------------------------------------------- |
| Luigi V, re di Francia Louis V, roi de France                                                                  | contralto     | Clorinda Corradi Pantanelli                     |
| Emma, vedova di Lotario, madre di lui Emma, veuve de Lotario, mère du roi                                      | mezzo-soprano | Felicità Baillou-Hillaret                       |
| Bianca, principessa d'Aquitania, fidanzata al re Bianca, princesse d'Aquitaine, fiancée du roi                 | soprano       | Giuditta Pasta                                  |
| Adelia, sorella di Bianca Adelia, sœur de Bianca                                                               | soprano       | Giulia Grisi                                    |
| Ugo, conte di Parigi Ugo, comte de Paris                                                                       | ténor         | Domenico Donzelli                               |
| Folco di Angiò, principe del sangue Folco di Angiò, prince de sang                                             | basse         | Vincenzo Negrini                                |
| Cavalieri, dame, ancelle, scudieri, soldati, etc. Chevaliers, dames, femmes de chambre, écuyers, soldats, etc. |               |                                                 |

## Enregistrements
| Année | Distribution (Luigi, Emma, Bianca, Adelia, Ugo, Folco)                                                        | Chef d'orchestre, Orchestre et chœur                              | Label | Références |
| ----- | --- | ----------------------------------------------------------------- | --- | ---------- |
| 1977  | Della Jones Eiddwen Harrhy Janet Price (en) Yvonne Kenny Maurice Arthur Christian du Plessis (en)             | Alun Francis New Philharmonia Orchestra Chœur Geoffrey Mitchell   | Disque microsillon : Opera Rara (1978) Cat: OR1 CD Audio : Opera Rara (1990) Cat: ORC1 (Enregistrement en studio) | ,          |
| 2003  | Sim Tokyurek Milijana Nikolic (en) Doina Dimitriu Carmen Giannattasio Yasuharu (Yasu) Nakajima Dejan Vatchkov | Antonino Fogliani Orchestre et chœur du Teatro Donizetti, Bergame | CD Audio : Dynamic (2004) Cat: 449/1-2 (Enregistrement public)                                                    | [ 5 ]      |

## Iconographie
- Décors créés par Alessandro Sanquirico pour la première représentation d'Ugo, La Scala, en 1832

Décors créés par Alessandro Sanquirico pour la première représentation dUgo, La Scala, en 1832
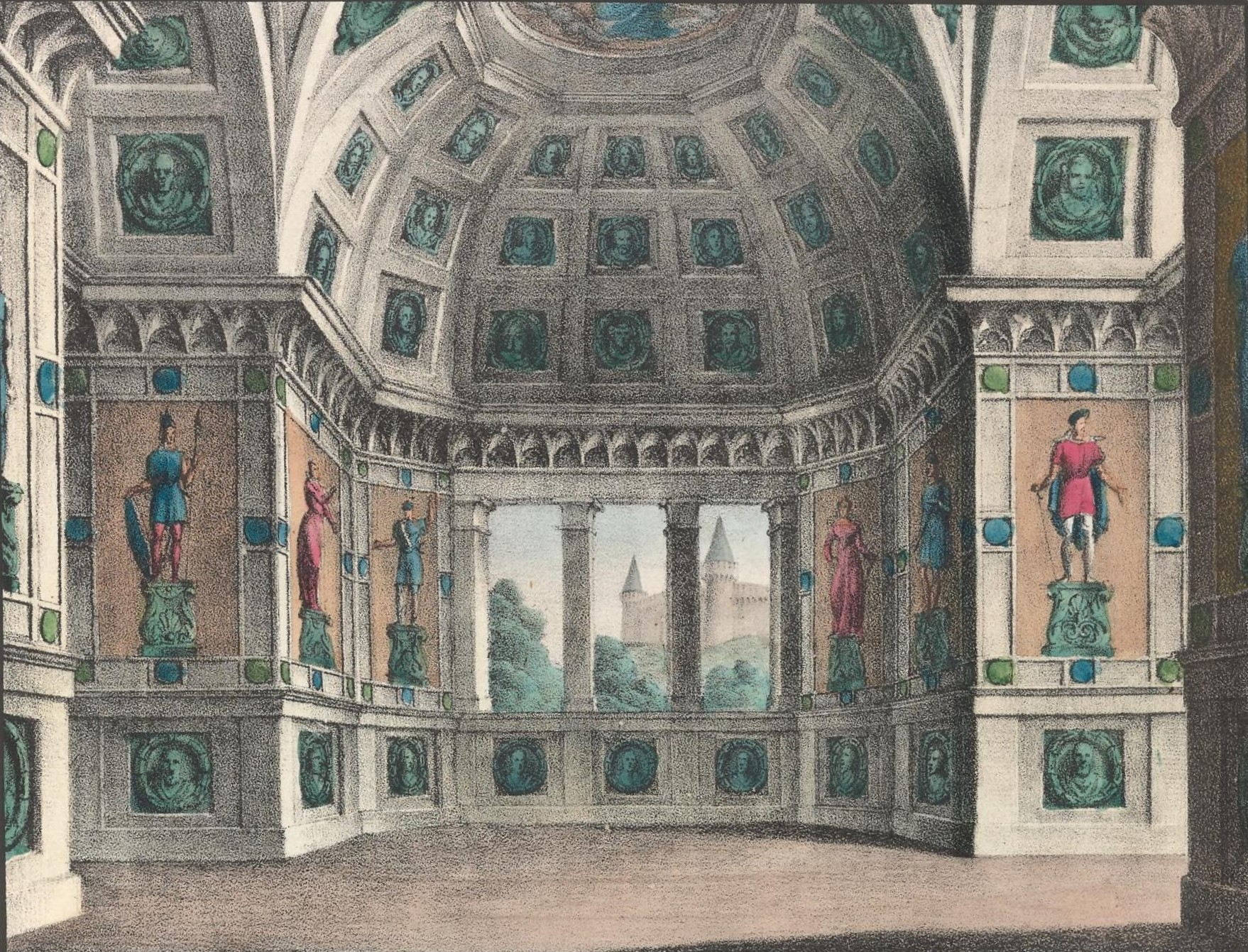
Appartamenti reali (appartement royal)
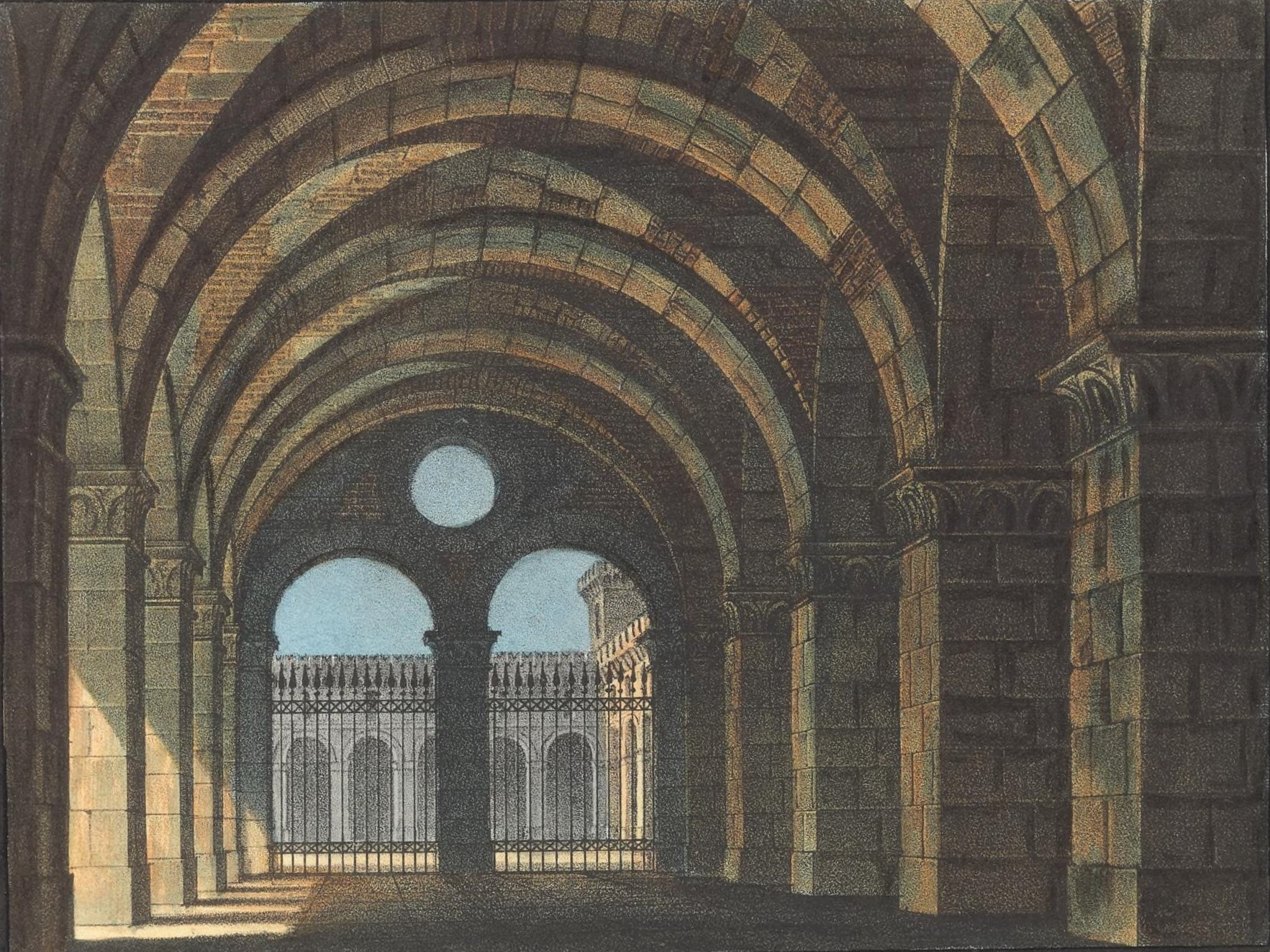
Carcere (Prison)
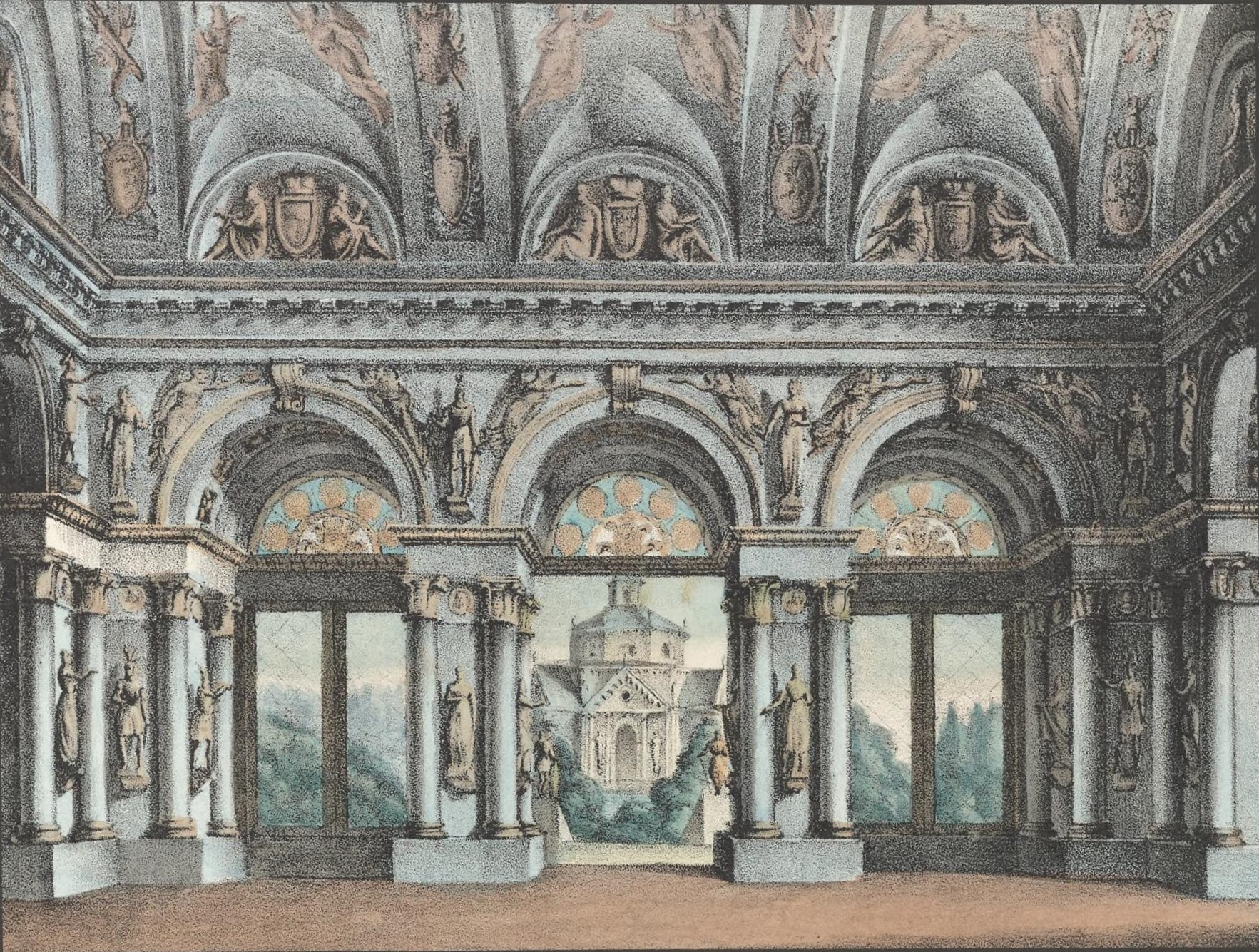
Sala nella reggia di Laon (salle du palais royal de Laon)
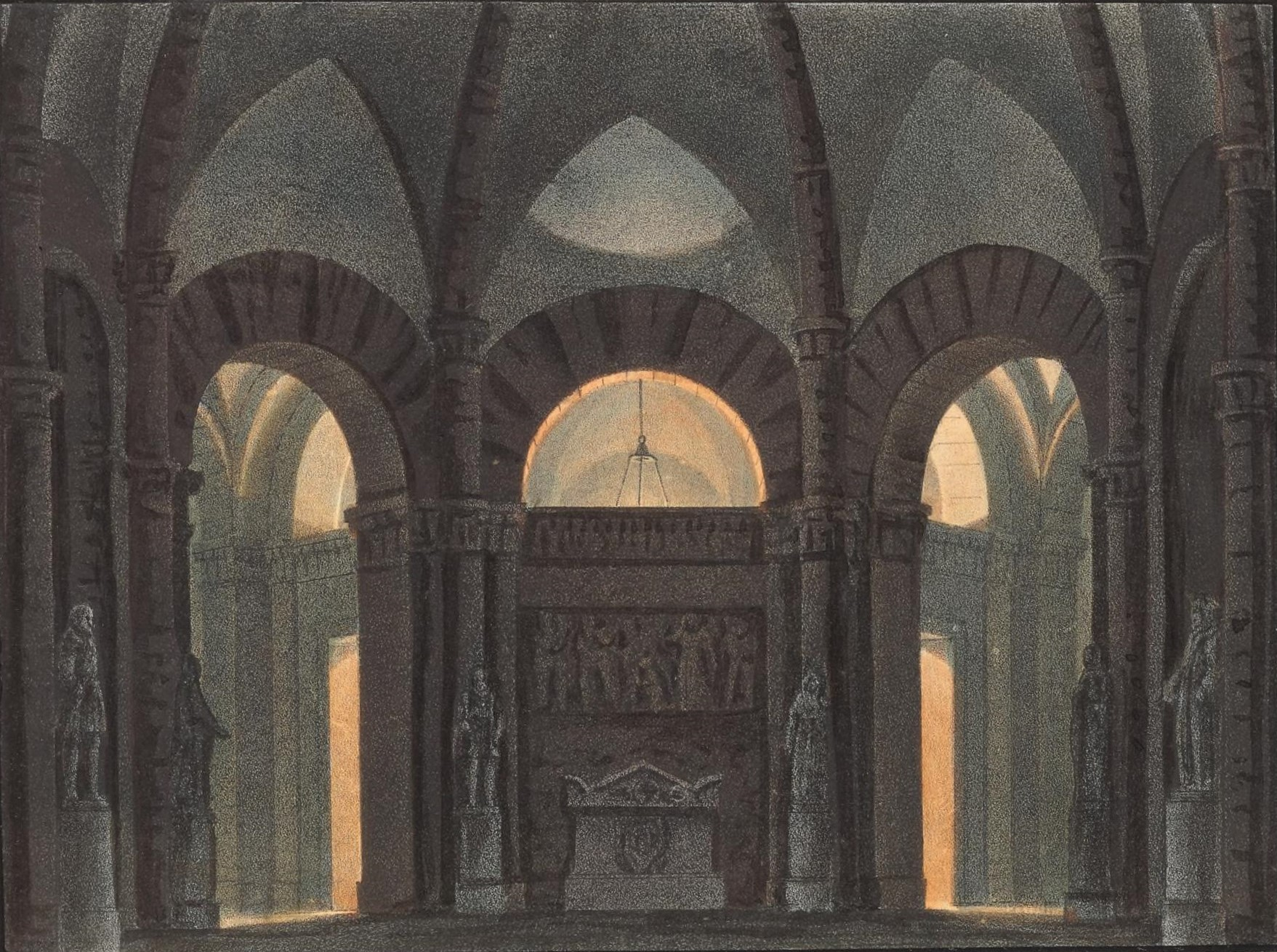
Vestibolo che mette a domestico oratorio (vestibule de l'oratoire domestique) (Partie 4, scène 1)